# Білоус Анатолій Кононович
Анатолій Кононович Білоус (нар. 1917, село Букатинка, тепер Чернівецького району Вінницької області — ?) — український радянський діяч, новатор виробництва, водій Могилів-Подільської автороти «Союззаготтрансу» Вінницької області. Депутат Верховної Ради УРСР 3—4-го скликань.

## Біографія
Народився в селянській родині. Закінчив семирічну школу та робітничий факультет. Трудову діяльність розпочав комбайнером Бабчинецької машинно-тракторної станції на Вінниччині.
Закінчив Ольгопільську автошколу Вінницької області.
У 1937—1940 роках — шофер Бабчинецької машинно-тракторної станції (МТС) Чернівецького району Вінницької області.
З 1940 року служив у Червоній армії шофером, учасник радянсько-фінської війни і німецько-радянської війни. Був важко поранений під час бойових дій на Північному Кавказі. Після демобілізації працював шофером в тилових районах.
З середини 1940-х років — водій Могилів-Подільської автороти «Союззаготтрансу» Вінницької області. Досягнув рекордних швидкісних перевезень сільськогосподарських продуктів, зокрема цукрових буряків. Першим застосував годинний графік роботи автотранспорту на перевезенні сільськогосподарської продукції.
Член КПРС.

## Нагороди
- орден Вітчизняної війни ІІ ст. (1.08.1986)
- ордени
- медалі